# Amphisbaena arenaria
Amphisbaena arenaria là một loài bò sát trong họ Amphisbaenidae. Loài này được Vanzolini mô tả khoa học đầu tiên năm 1991.